# Sidney Galopin
Pour les articles homonymes, voir Galopin.
Pas d'image ? Cliquez ici

a Compétitions nationales et continentales officielles uniquement.

Dernière mise à jour le 25 novembre 2021.
Sydney Galopin, né le 15 septembre 1983, est un joueur français de rugby à XV. Il joue au poste de centre.
Il a trois frères (Grégoire, Antoine et Quentin), également rugbymen.

## Carrière de joueur

### En club
- Orsay
- RC Massy
- Stade français Paris
- Racing Métro 92 2005
- Lyon OU 2007
- Saint-Etienne 2010
- USO Nevers  2011-2015
- RAC angérien 2015-2016

## Palmarès
Il a participé avec le Stade français à 4 matchs de Top 16 en 2004-2005.